# Суонзи
Вижте пояснителната страница за други значения на Суонзи.
Суо̀нзи (на английски: Swansea; на уелски: Abertawe – Аберта̀уе, звуков файл за произношение , [ˈswɒnzi]) е графство и вторият по големина град в Уелс.

## География
Намира се в Южен Уелс. От 1996 г. е главен град на едноименното графство Суонзи. Пристанище на залива Суонзи Бей при устието на река Тауе към Бристълския канал. Има железопътна гара и летище. морски курорт. Население – около 227 100 жители (2006).
На територията на графство Суонзи има 3 града и 75 села. Имената на градовете са:
- Горсейнон
- Лохър
- Мористън

## История
Първите сведения за града датират от края 11 век, когато след Нормандското завладяване на Англия е създадено крайграничното лордство Гоуър. Тогава Суонзи е определен за главен град на лордството. През 1106 г. е построен първият замък. През 1550 г. става най-важното пристанище в района. През 1720 г. става център на цветната металургия. От 1974 г. до 1996 г. е главен град на бившия окръг Западен Гламорган.

## Спорт
Представителният футболен отбор на града се казва АФК Суонзи Сити. Състезавал се е в Първа и Втора английска лига. През сезон 2012/13 се състезава в Английската висша лига.
- Железопътната гара
- Площад „Касъл Плаза“

## Личности
Родени
- Хари Сикъмб (1921 – 2001), комедиен артист и певец-тенор
- Катрин Зита-Джоунс (р.1969), киноактриса
- Дилън Томас (1914 – 1953), поет и писател
- Джон Чарлс (1931 – 2004), уелски футболист

## Побратимени градове
- Манхайм, Германия
- По, Франция
- Корк, Ейре
- Ферара, Италия